# Juan Miguel Mercado
Juan Miguel Mercado Martin (* 8. Juli 1978 in Granada) ist ein ehemaliger spanischer Radrennfahrer.

## Karriere
Mercado war von 1998 bis 2007 Radprofi. Bis 2000 fuhr er für das Team Vitalicio-Seguros, wechselte dann zu ibanesto.com, 2004 weiter zu Quick Step, 2006 und 2007 fuhr er bei Agritubel.
Seine größten Erfolge waren der Gewinn der fünften Etappe der Vuelta a España 2001, der Sieg auf der 18. Etappe der Tour de France 2004, der Gewinn der Österreich-Rundfahrt 2005 und der Sieg auf der 10. Etappe der Tour de France 2006. Daneben stehen weitere Siege bei spanischen Rundfahrten, etwa bei der Burgos-Rundfahrt 2001, der Vuelta a Castilla y León 2002 und der Katalanischen Woche 2002.
Nach der Saison 2007 beendete Mercado im Alter von 29 Jahren seine Karriere als Radrennfahrer. Nach seiner aktiven Zeit war er unter anderem als Radsporttrainer tätig.

## Erfolge
2001
- eine Etappe Volta ao Alentejo
- Gesamtwertung und eine Etappe Burgos-Rundfahrt
- eine Etappe Vuelta a España

2002
- Setmana Catalana
- Gesamtwertung und eine Etappe Vuelta a Castilla y León

2003
- eine Etappe Critérium du Dauphiné Libéré

2004
- eine Etappe  Giro del Trentino
- eine Etappe  Tour de France

2005
- Gesamtwertung Österreich-Rundfahrt

2006
- eine Etappe  Tour de France

## Grand-Tour-Platzierungen
| Grand Tour            | 2001 | 2002 | 2003 | 2004 | 2005 | 2006 | 2007 |
| --------------------- | ---- | ---- | ---- | ---- | ---- | ---- | ---- |
| Giro d’ItaliaGiro     | –    | –    | –    | –    | –    | –    | –    |
| Tour de FranceTour    | –    | –    | 36   | 37   | –    | DNF  | 79   |
| Vuelta a EspañaVuelta | 5    | 21   | 56   | –    | 10   | –    | –    |